# Sporetus venustus
Sporetus venustus là một loài bọ cánh cứng trong họ Cerambycidae.